# Mały Ostry Groń
Mały Ostry Groń (słow. Malý Ostrý grúň, 1126 m) – szczyt na zachodnim obrzeżu Tatr Zachodnich, wznoszący się nad Doliną Borowej Wody. Od południowo-wschodniej strony płytka przełączka oddziela go od grzbietu Upłazików (Upłazkowej Grani). Spod przełączki tej w północno-wschodnim kierunku opada depresja, po wschodniej stronie której w Upłazkowej Grani wznoszą się skały zwane Kamiennym Mlekiem, zakończone wybitną turnią (Siwa Baszta). W południowo-zachodnim kierunku spod Małego Ostrego Gronia stoki opadają do dużo głębszej przełęczy Przehyba (Priehyba), oddzielającej go od Palenicy (1047 m). Na przełęczy jest polana o tej samej nazwie. Spod przełęczy spływa niewielki potok uchodzący do Borowej Wody. Obecnie Mały Ostry Groń jest całkowicie zalesiony, polana Przehyba już niemal zarosła. Północnymi i zachodnimi jego stokami prowadzą drogi łączące się z drogami do kamieniołomu na Palenicy. Szczyt znajduje się w obrębie TANAP-u.